# Rohr (Blankenheim)
Rohr ist ein Ortsteil der Gemeinde Blankenheim im Kreis Euskirchen in Nordrhein-Westfalen. 

## Lage
Der Ort liegt nordöstlich von Blankenheim. Durch den Ort führt die Kreisstraße 79 und fließen der Armuthsbach und der Wehrtsbach. Im Osten von Rohr schließt sich direkt der Ortsteil Lindweiler an.

## Geschichte

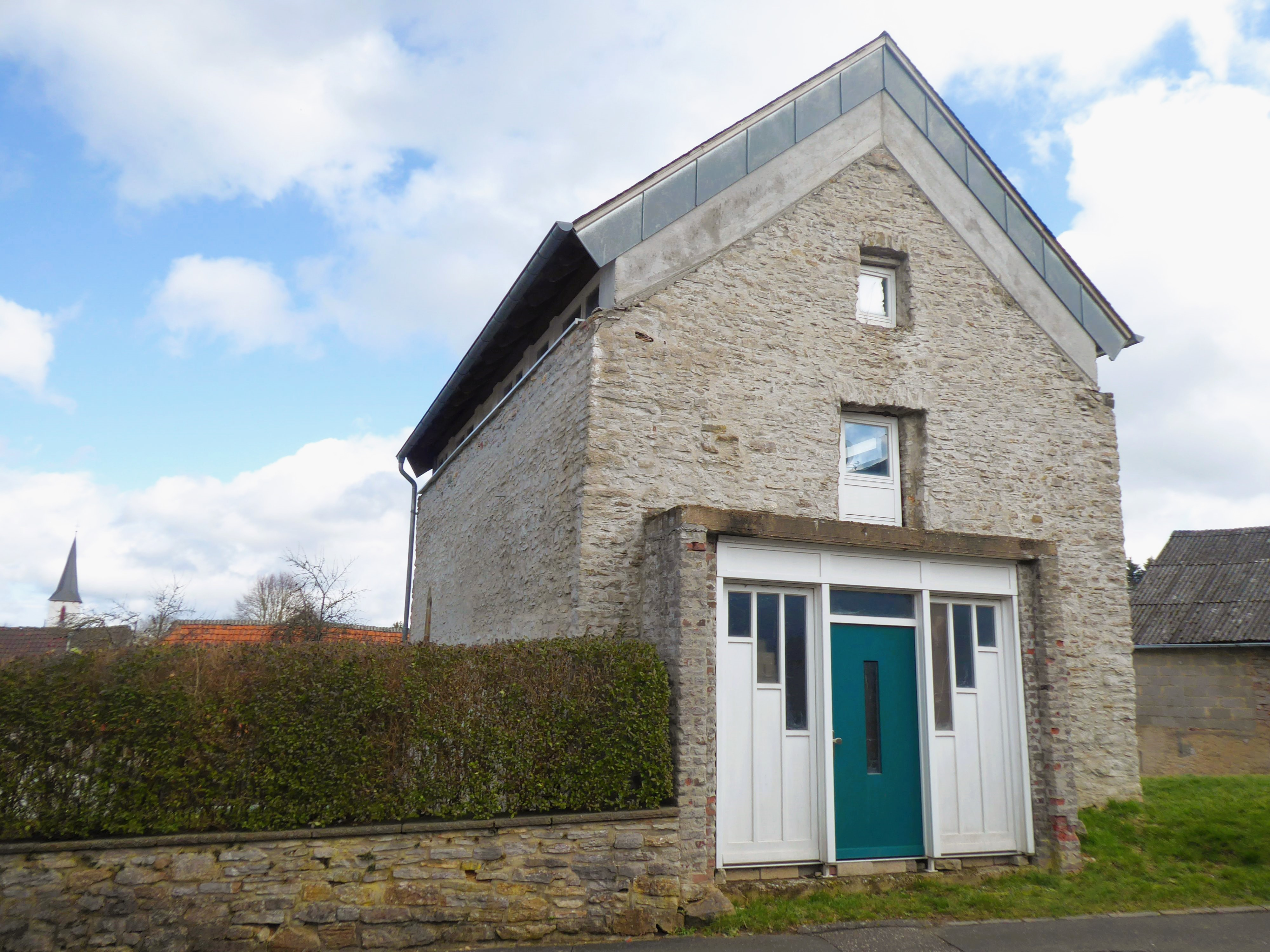
Ehemalige Kapelle St. Antonius Eremita

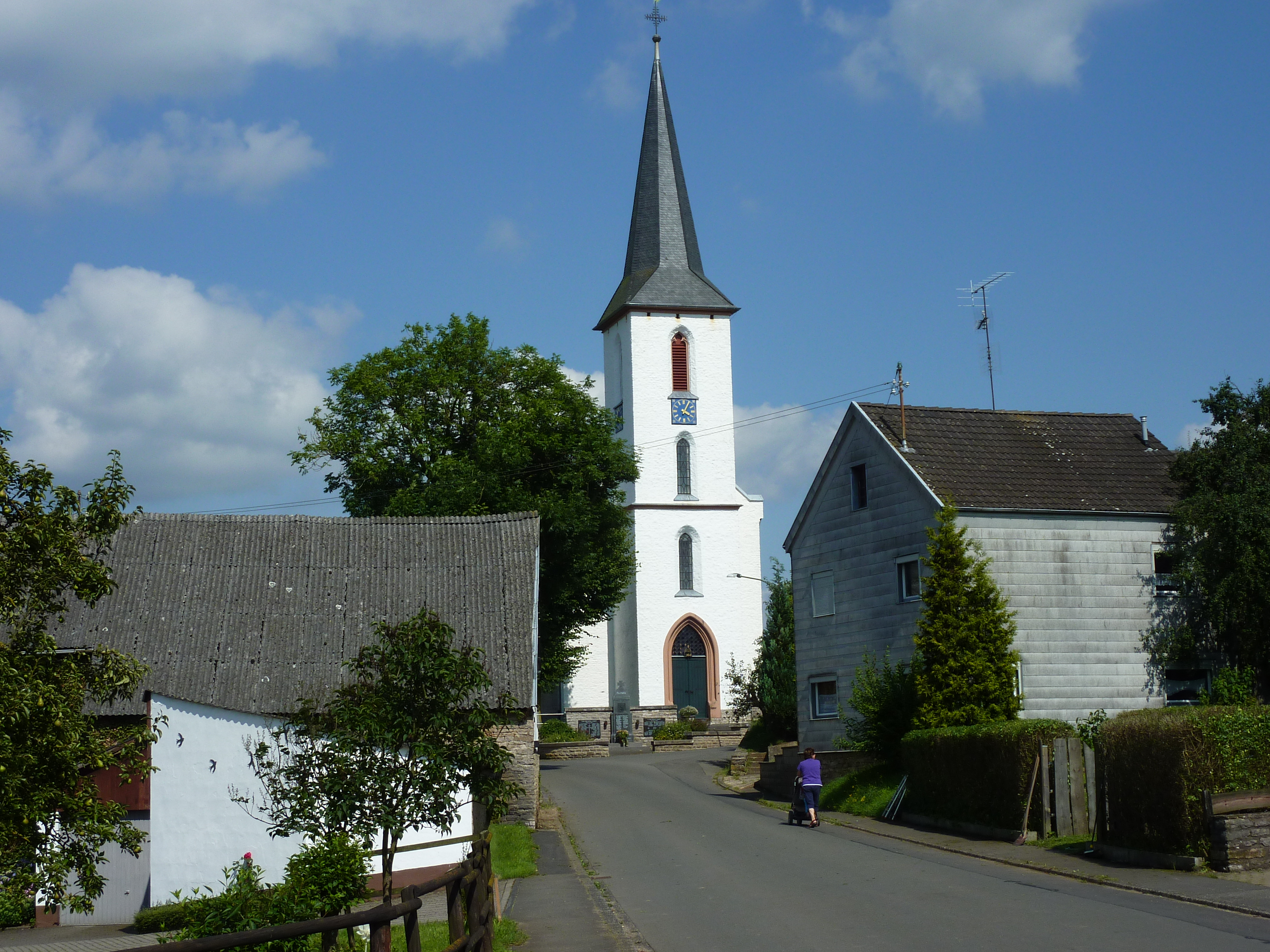
Kath. Pfarrkirche St. Wendelin

In fränkischer Zeit war Rohr ein Königshof. 893 wird der Ort im Prümer Urbar erstmals erwähnt. Mitten im Ort befindet sich ein Burgturm sowie das ehemalige Herrenhaus. Burgmauern und ein Burgkeller sind heute noch vorhanden. Westlich der Burg Rohr befindet sich die profanierte Kapelle St. Antonius Eremita.
In der französischen Zeit gehörte Rohr zum Canton Blankenheim.
Die unter Denkmalschutz stehende Kirche St. Wendelin entstand 1864 an Stelle eines älteren Bauwerks.
Zum 1. Juli 1969 wurde Rohr nach Blankenheim eingemeindet.

## Verkehr
Die VRS-Buslinie 825 der RVK verbindet den Ort mit Lindweiler und Tondorf, überwiegend als TaxiBusPlus im Bedarfsverkehr. Abends sowie sonn- und feiertags verkehrt die Linie 825 nach Blankenheim.
| Linie | Verlauf |
| ----- | --- |
| 825   | MiKE (außer im Schülerverkehr): (Blankenheim – Mülheim) / Tondorf – Rohr – Lindweiler (– Rohr → Lommersdorf / ← Freilingen) |